# Sami Välimäki
Sami Välimäki, född 16 juli 1998 i Nokia, är en finländsk professionell golfspelare.

## Karriär
Välimäki har spelat professionell golf sedan 2019. Han har vunnit 8 professionella golftävlingar varav två på europatouren.